# Banda Marcial Florestan Fernandes

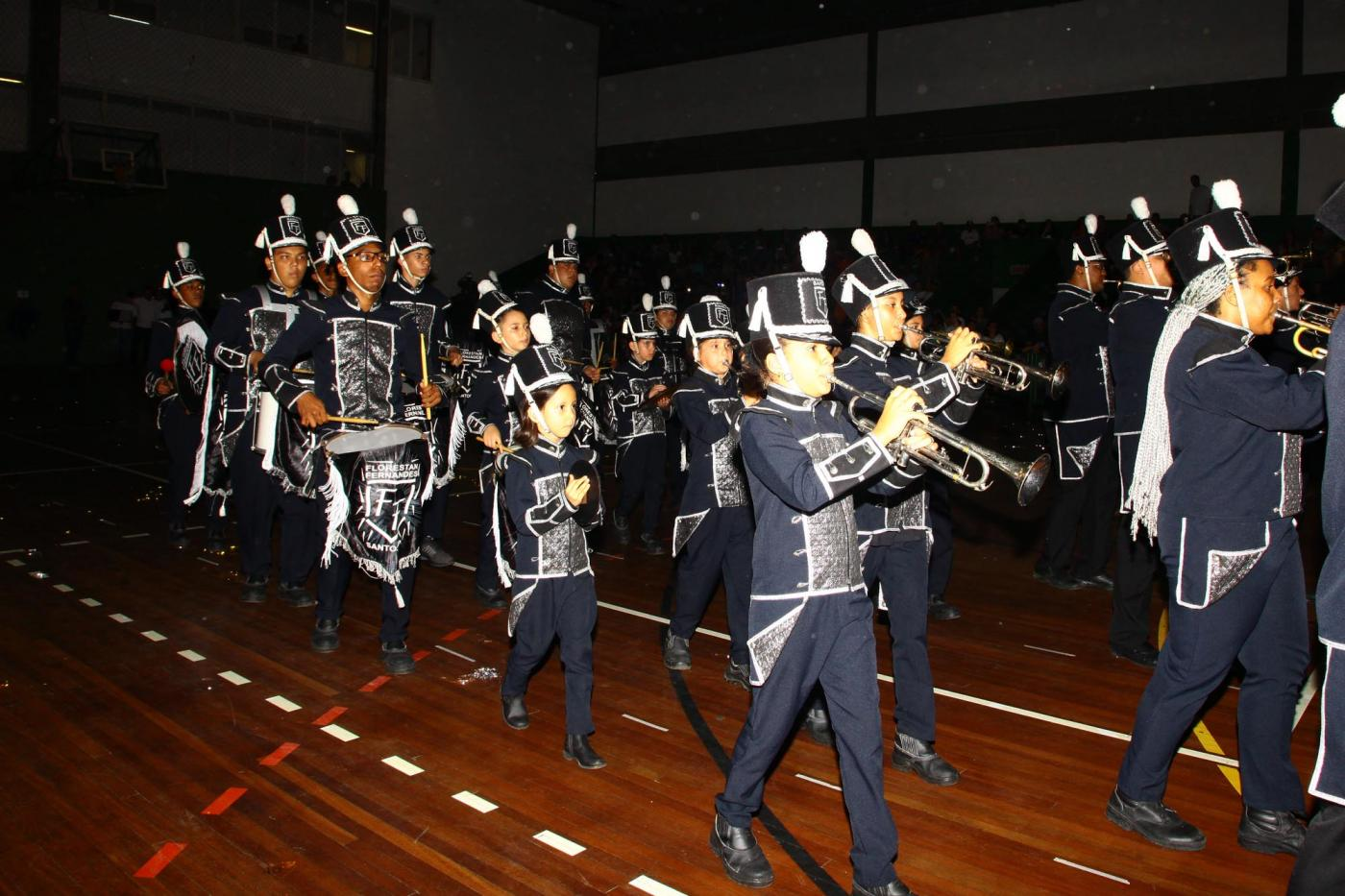
A banda marcial Florestan Fernandes se apresentando no início dos Jogos Escolares, em São Paulo.

Banda Marcial Florestan Fernandes é uma banda marcial brasileira. Foi criada em 2005 pelo maestro Arnaldo Nascimento e alunos da escola UME Professor Florestan Fernandes, no município de Santos. É conhecida por ser uma das maiores bandas marciais do município, recebendo várias honrarias. 
Em 7 de julho de 2019, participou do 4º Concurso Oficial de Bandas e Fanfarras de Santos, que participaram bandas marciais da Baixada Santista e interior de São Paulo. A banda marcial, ganhou em segundo lugar na categoria Banda Marcial Senior e em segundo lugar no quesito geral. Desde 2005 então, a banda vem fazendo e participando de desfiles, como o do 7 de setembro, e apresentações públicas. 

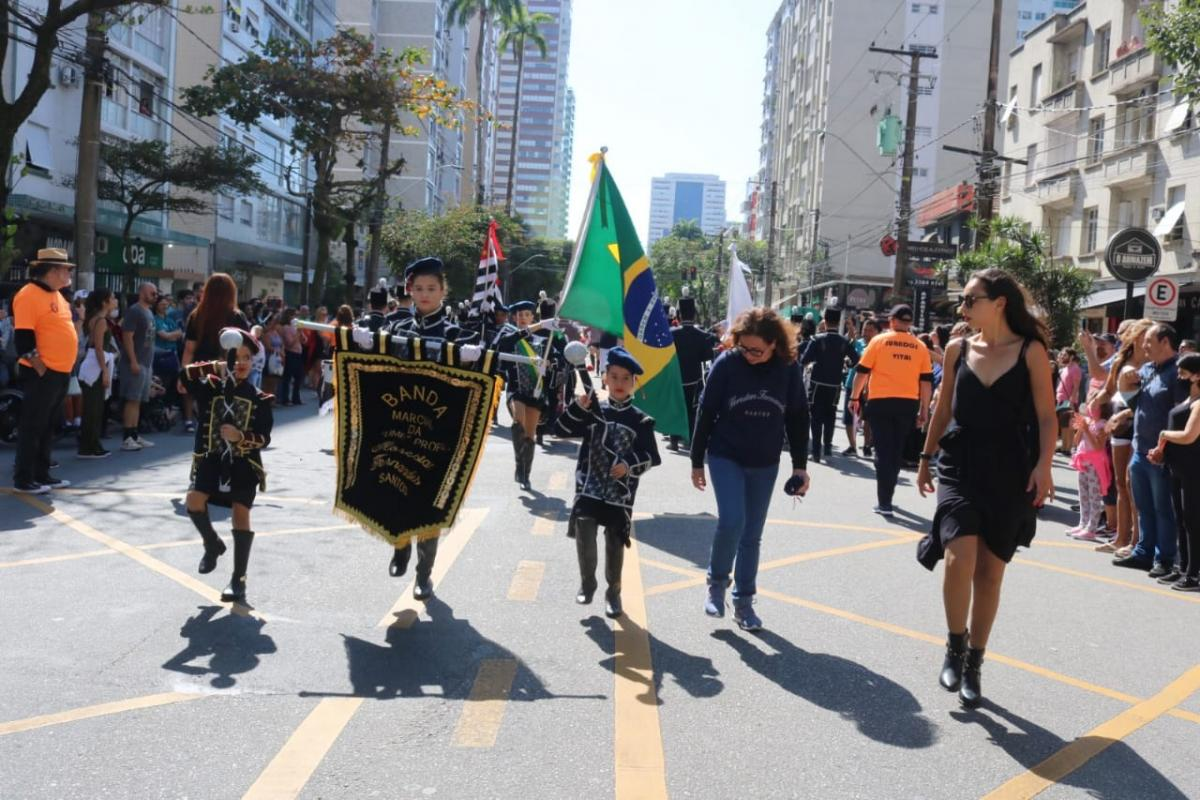
A banda marcial Florestan Fernandes no 5º Concurso Oficial de Bandas e Fanfarras de Santos, em 2022.

Sua última apresentação foi no 5º Concurso Oficial de Bandas e Fanfarras de Santos, realizado no dia 31 de julho de 2022. A banda ficou em 5º lugar no geral. 